# Barbula decurrens
Barbula decurrens là một loài rêu trong họ Pottiaceae. Loài này được Lazarenko mô tả khoa học đầu tiên năm 1938.